# Günther Lützow
Günther Lützow (ur. 4 września 1912 w Kilonii; zginął 24 kwietnia 1945 w okolicach Donauwörth) – niemiecki pilot, as myśliwski Luftwaffe. 
W 1932 roku ukończył kurs pilotażu w tajnej bazie lotnictwa w Lipiecku. Podczas hiszpańskiej wojnie domowej zaliczył 5 zestrzeleń. Podczas II wojny światowej walczył na froncie zachodnim, gdzie w trakcie walk dokonał 20 zestrzeleń, oraz na froncie wschodnim, gdzie zaliczono mu 85 zwycięstw powietrznych. Łącznie uczestniczył w ponad 300 misjach, w których zestrzelił 110 samolotów.

## Odznaczenia
- Krzyż Rycerski Krzyża Żelaznego z Liśćmi Dębu i Mieczami
  - Krzyż Rycerski – 18 września 1940
  - Liście Dębu (nr 27) – 20 lipca 1941
  - Miecze (nr 4) – 11 października 1941
- Krzyż Niemiecki w Złocie
- Krzyż Żelazny I Klasy
- Krzyż Żelazny II Klasy
- Czarna Odznaka za Rany
- Odznaka za 4 lata Służby w Luftwaffe
- Złoty Krzyż Hiszpanii z Mieczami i Brylantami – 7 lipca 1939
- Złota odznaka pilota frontowego Luftwaffe z liczbą "300"
- Złota odznaka pilota-obserwatora Luftwaffe z Brylantami.
- Medalla Militar – Hiszpania
- Medalla de la Campaña Española 1936−1939 – Hiszpania

## Literatura
- Braatz, Kurt. Gott oder ein Flugzeug – Leben und Sterben des Jagdfliegers Günther Lützow. NeunundzwanzigSechs Verlag, 2005. ISBN 3-9807935-6-7